# Stenungsund
Stenungsund – miejscowość (tätort) w Szwecji, w regionie administracyjnym (län) Västra Götaland, w gminie Stenungsund. Miejscowość znajduje się w okolicy wysp Orust i Tjörn. Pomiędzy Stenungsund a Tjörn znajduje się most Tjörnbron.
Według danych Szwedzkiego Urzędu Statystycznego liczba ludności wyniosła: 13 093 (31 grudnia 2015), 13 718 (31 grudnia 2018) i 13 840 (31 grudnia 2019).